# Championnat de Russie de football 2009
Navigation
Édition précédente Édition suivante
CSKA Moscou
Dynamo Moscou
Lokomotiv Moscou
FK Moscou
Spartak Moscou
La saison 2009 de Premier-Liga est la dix-huitième édition de la première division russe.
Lors de cette saison, le Rubin Kazan va tenter de conserver son titre de champion de Russie face aux quinze meilleurs clubs russes lors d'une série de matchs se déroulant sur toute l'année.
Chacun des seize clubs participant au championnat affronte à deux reprises les quinze autres.
Cinq places sont qualificatives pour les compétitions européennes, la sixième place étant celles du vainqueur de la Coupe de Russie 2009-2010.

## Clubs participants
Un total de seize équipes participent au championnat, quatorze d'entre elles étant déjà présentes la saison précédente, auxquelles s'ajoutent deux promus de deuxième division que sont le Kouban Krasnodar et le FK Rostov qui remplacent les relégués de la saison précédente qui sont le Chinnik Iaroslavl et le Luch-Energia Vladivostok.
Parmi ces clubs, cinq d'entre eux n'ont jamais quitté le championnat depuis sa fondation en 1992 : les quatre équipes moscovites du CSKA, du Dynamo du Lokomotiv et du Spartak, ainsi que le Krylia Sovetov Samara. En dehors de ceux-là, le Zénith Saint-Pétersbourg évolue continuellement dans l'élite depuis 1996 tandis que le Saturn Ramenskoïe (1999), le FK Moscou (2001) le Rubin Kazan (2003) et l'Amkar Perm (2004) sont présents depuis plus de cinq saisons.
La pré-saison est marquée par la rétrogradation administrative du FK Moscou, sixième la saison précédente, qui se retire volontairement de la compétition en février 2010 en raison d'un financement insuffisant. Il est remplacé par l'Alania Vladikavkaz, troisième de deuxième division, qui fait son retour après quatre ans d'absence.
Légende des couleurs
- Phase de groupes de la Ligue des champions 2009-2010
- Troisième tour de qualification de la Ligue des champions 2009-2010
- Barrages de la Ligue Europa 2009-2010
- Troisième tour de qualification de la Ligue Europa 2009-2010
- Promu de deuxième division

| Club                     | Présent depuis | Classement 2008 | Entraîneur                     | Stade                    | Capacité |
| ------------------------ | -------------- | --------------- | ------------------------------ | ------------------------ | -------- |
| Rubin Kazan              | 2003           | 1er             | Kurban Berdyev                 | Stade central            | 27 434   |
| CSKA Moscou              | 1992           | 2e              | Leonid Sloutski                | Arena Khimki             | 20 000   |
| Dynamo Moscou            | 1992           | 3e              | Andreï Kobelev                 | Arena Khimki             | 20 000   |
| Amkar Perm               | 2004           | 4e              | Rashid Rahimov                 | Stade Zvezda             | 19 500   |
| Zénith Saint-Pétersbourg | 1996           | 5e              | Anatoli Davydov                | Stade Petrovski          | 21 570   |
| Krylia Sovetov Samara    | 1992           | 6e              | Iouri Gazzaïev                 | Stade Metallourg         | 33 001   |
| Lokomotiv Moscou         | 1992           | 7e              | Iouri Siomine                  | Stade Lokomotiv          | 28 810   |
| Spartak Moscou           | 1992           | 8e              | Valeri Karpine                 | Stade Loujniki           | 78 360   |
| FK Moscou                | 2001           | 9e              | Miodrag Božović                | Stade Eduard Streltsov   | 13 422   |
| Terek Grozny             | 2008           | 10e             | Shahin Diniyev (intérim)       | Stade Sultan-Bilimkhanov | 10 400   |
| Saturn Ramenskoïe        | 1999           | 11e             | Andreï Gordeïev                | Stade Saturn             | 14 685   |
| Spartak Naltchik         | 2006           | 12e             | Iouri Krasnojan                | Stade Spartak            | 14 194   |
| Tom Tomsk                | 2005           | 13e             | Valeri Nepomniachi             | Stade Troud              | 14 950   |
| FK Khimki                | 2007           | 14e             | Igor Tchougaïnov               | Arena Khimki             | 18 840   |
| FK Rostov                | 2009           | 1er (D2)        | Oleg Dolmatov                  | Olimp-2                  | 15 842   |
| Kouban Krasnodar         | 2009           | 2e (D2)         | Poghos Galstyan (en) (intérim) | Stade Kouban             | 31 654   |

1. 1 2 3 4 5  N'est ici comptée que la période depuis la fondation du championnat russe en 1992, indépendamment de l'éventuelle présence dans l'ancien championnat soviétique dont il est le successeur.

### Changements d'entraîneur
| Club                     | Entraîneur partant         | Motif du départ  | Date de départ     | Position | Entraîneur arrivant            | Date d'arrivée     |
| ------------------------ | -------------------------- | ---------------- | ------------------ | -------- | ------------------------------ | ------------------ |
| Spartak Moscou           | Michael Laudrup            | Renvoi           | 15 avril 2009      | 10e      | Valeri Karpine                 | 15 avril 2009      |
| Lokomotiv Moscou         | Rashid Rahimov             | Renvoi           | 28 avril 2009      | 13e      | Vladimir Maminov (intérim)     | 28 avril 2009      |
| Saturn Ramenskoïe        | Jürgen Röber               | Renvoi           | 15 mai 2009        | 15e      | Andreï Gordeïev                | 15 mai 2009        |
| Lokomotiv Moscou         | Vladimir Maminov (intérim) | Fin de l'intérim | 1er juin 2009      | 8e       | Iouri Siomine                  | 1er juin 2009      |
| Kouban Krasnodar         | Sergueï Ovtchinnikov       | Renvoi           | 9 août 2009        | 14e      | Poghos Galstyan (en) (intérim) | 9 août 2009        |
| Zénith Saint-Pétersbourg | Dick Advocaat              | Renvoi           | 10 août 2009       | 8e       | Anatoli Davydov                | 10 août 2009       |
| Amkar Perm               | Dimitar Dimitrov (en)      | Renvoi           | 1er septembre 2009 | 13e      | Rashid Rahimov                 | 1er septembre 2009 |
| CSKA Moscou              | Zico                       | Renvoi           | 10 septembre 2009  | 4e       | Juande Ramos                   | 10 septembre 2009  |
| FK Khimki                | Konstantin Sarsania (en)   | Démission        | 19 septembre 2009  | 16e      | Igor Tchougaïnov (intérim)     | 19 septembre 2009  |
| Krylia Sovetov Samara    | Leonid Sloutski            | Démission        | 9 octobre 2009     | 10e      | Iouri Gazzaïev                 | 9 octobre 2009     |
| Terek Grozny             | Vyacheslav Hrozny (en)     | Démission        | 20 octobre 2009    | 9e       | Shahin Diniyev (intérim)       | 20 octobre 2009    |
| CSKA Moscou              | Juande Ramos               | Renvoi           | 26 octobre 2009    | 5e       | Leonid Sloutski                | 26 octobre 2009    |

## Compétition

### Moments forts de la saison
Le 29 novembre, Le championnat de Russie se termine.
Le Rubin Kazan termine champion sur une victoire 3-0 à Krasnodar face au Kouban.
Le Spartak Moscou accompagne Le Rubin Kazan en Ligue des Champions 2010-2011,
tandis que le Zénith Saint Pétersbourg passera par les tours préliminaires.

### Qualifications en coupes d'Europe
À l'issue de la saison, les clubs placés aux deux premières places du championnat se qualifieront pour la phase de groupes de la Ligue des champions 2010-2011, le club arrivé troisième se qualifiera quant à lui pour le tour de barrages de qualification pour non-champions de cette même Ligue des champions.
Alors que le vainqueur de la Coupe de Russie 2009-2010 prendra la première des trois places en Ligue Europa 2010-2011, les deux autres places reviendront au quatrième et au cinquième du championnat. Il est à noter que cette dernière place ne qualifie que pour le troisième tour de qualification, et non pour les barrages comme les deux précédentes. Aussi si le vainqueur de la coupe fait partie des cinq premiers, les places sont décalées et la dernière place revient au finaliste de la coupe. Si ce dernier club fait lui-même partie des cinq premiers, la dernière place revient au sixième du championnat.

### Classement
Le classement est établi sur le barème classique de points (victoire à 3 points, match nul à 1, défaite à 0).
Pour départager les équipes à égalité de points, on tient d'abord compte des confrontations directes, puis si la qualification ou la relégation est en jeu, les deux équipes jouent une rencontre d'appui sur terrain neutre.
| Rang | Équipe                     | Pts | J  | G  | N  | P  | Bp | Bc | Diff |
| ---- | -------------------------- | --- | -- | -- | -- | -- | -- | -- | ---- |
| 1    | Rubin Kazan T              | 63  | 30 | 19 | 6  | 5  | 62 | 21 | +41  |
| 2    | Spartak Moscou             | 55  | 30 | 17 | 4  | 9  | 61 | 33 | +28  |
| 3    | Zénith Saint-Pétersbourg C | 54  | 30 | 15 | 9  | 6  | 48 | 27 | +21  |
| 4    | Lokomotiv Moscou           | 54  | 30 | 15 | 9  | 6  | 43 | 30 | +13  |
| 5    | CSKA Moscou S              | 52  | 30 | 16 | 4  | 10 | 48 | 30 | +18  |
| 6    | FK Moscou                  | 48  | 30 | 13 | 9  | 8  | 39 | 28 | +11  |
| 7    | Saturn Ramenskoïe          | 45  | 30 | 13 | 6  | 11 | 38 | 41 | -3   |
| 8    | Dynamo Moscou              | 42  | 30 | 12 | 6  | 12 | 31 | 37 | -6   |
| 9    | Tom Tomsk                  | 41  | 30 | 11 | 8  | 11 | 31 | 39 | -8   |
| 10   | Krylia Sovetov Samara      | 36  | 30 | 10 | 6  | 14 | 32 | 42 | -10  |
| 11   | Spartak Naltchik           | 35  | 30 | 8  | 11 | 11 | 36 | 33 | +3   |
| 12   | Amkar Perm                 | 33  | 30 | 8  | 9  | 13 | 27 | 37 | -10  |
| 13   | Terek Grozny               | 33  | 30 | 9  | 6  | 15 | 33 | 48 | -15  |
| 14   | FK Rostov P                | 32  | 30 | 7  | 11 | 12 | 28 | 39 | -11  |
| 15   | Kouban Krasnodar P         | 28  | 30 | 6  | 10 | 14 | 23 | 51 | -28  |
| 16   | FK Khimki                  | 10  | 30 | 2  | 4  | 24 | 20 | 64 | -44  |

| Légende : Qualifications et relégations | Légende : Qualifications et relégations                                                                                             |
| --------------------------------------- | --- |
|                                         | Ligue des champions 2010-2011 (Phase de groupes)                                                                                    |
|                                         | Ligue des champions 2010-2011 (3e tour de qualification des non-champions)                                                          |
|                                         | Ligue Europa 2010-2011 (Tour de barrages)                                                                                           |
|                                         | Ligue Europa 2010-2011 (3e tour de qualification)                                                                                   |
|                                         | Relégation en deuxième division |
|                                         | Rétrogradation |
|                                         | T : Tenant du titre 2008 P : Promu 2008 C : Vainqueur de la Coupe de Russie 2009-2010 S : Vainqueur de la Supercoupe de Russie 2009 |

1. ↑  Le FK Moscou est exclu de la compétition au mois de février 2010[4].

### Matchs
| Résultats (▼dom., ►ext.)                                   | Amk | CSK | DyM | Khi | FKM | Ros | Kry | Kou | LoM | Rub | Sat | SpM | SpN | Ter | Tom | Zén |
| Amkar Perm                                                 |     | 0-0 | 3-1 | 2-0 | 0-1 | 0-0 | 2-0 | 1-0 | 1-1 | 2-2 | 0-2 | 1-2 | 1-2 | 1-0 | 0-0 | 2-4 |
| CSKA Moscou                                                | 1-0 |     | 3-0 | 2-1 | 1-3 | 1-2 | 3-0 | 4-0 | 4-1 | 0-2 | 3-0 | 1-2 | 0-0 | 1-0 | 0-1 | 2-1 |
| Dynamo Moscou                                              | 0-0 | 1-2 |     | 3-2 | 1-0 | 1-0 | 0-1 | 1-1 | 0-2 | 0-3 | 1-0 | 1-1 | 2-1 | 0-1 | 0-1 | 1-0 |
| FK Khimki                                                  | 2-0 | 0-3 | 0-2 |     | 1-1 | 0-1 | 1-3 | 2-2 | 1-3 | 2-3 | 1-0 | 0-3 | 0-2 | 1-2 | 1-3 | 0-4 |
| FK Moscou                                                  | 0-2 | 2-0 | 1-2 | 3-0 |     | 2-0 | 2-1 | 4-1 | 0-0 | 1-3 | 3-1 | 3-1 | 0-2 | 0-0 | 2-1 | 1-0 |
| FK Rostov                                                  | 1-1 | 1-0 | 0-1 | 2-0 | 2-2 |     | 0-0 | 3-3 | 1-1 | 1-2 | 1-2 | 0-1 | 1-1 | 1-1 | 0-0 | 2-1 |
| Krylia Sovetov Samara                                      | 1-0 | 1-3 | 3-1 | 3-0 | 1-1 | 2-2 |     | 1-0 | 1-3 | 1-2 | 0-2 | 2-1 | 0-0 | 2-0 | 1-3 | 0-1 |
| Kouban Krasnodar                                           | 1-0 | 1-0 | 1-1 | 2-1 | 3-3 | 0-0 | 0-0 |     | 1-0 | 0-3 | 0-2 | 1-0 | 2-2 | 1-1 | 0-0 | 0-2 |
| Lokomotiv Moscou                                           | 1-0 | 2-1 | 1-1 | 1-1 | 1-0 | 2-0 | 2-1 | 4-1 |     | 2-1 | 2-2 | 2-1 | 1-0 | 4-0 | 0-0 | 1-1 |
| Rubin Kazan                                                | 1-2 | 1-2 | 3-0 | 2-1 | 0-0 | 0-2 | 4-1 | 3-0 | 2-0 |     | 5-1 | 0-2 | 2-0 | 4-0 | 4-0 | 0-0 |
| Saturn Ramenskoïe                                          | 2-0 | 0-3 | 0-0 | 1-0 | 0-1 | 4-0 | 3-1 | 2-1 | 2-0 | 0-5 |     | 2-1 | 1-0 | 3-0 | 0-0 | 2-2 |
| Spartak Moscou                                             | 5-1 | 2-3 | 0-2 | 1-0 | 2-1 | 5-1 | 1-1 | 4-0 | 3-0 | 0-3 | 4-0 |     | 2-0 | 2-0 | 5-0 | 1-1 |
| Spartak Naltchik                                           | 4-1 | 1-1 | 2-4 | 0-0 | 0-0 | 1-0 | 0-1 | 4-0 | 0-1 | 0-0 | 1-1 | 2-4 |     | 4-2 | 3-0 | 2-2 |
| Terek Grozny                                               | 2-2 | 1-1 | 1-0 | 2-0 | 1-2 | 1-3 | 3-2 | 0-1 | 2-1 | 1-2 | 1-1 | 2-3 | 1-0 |     | 4-0 | 3-2 |
| Tom Tomsk                                                  | 1-2 | 2-3 | 2-3 | 4-0 | 0-0 | 2-1 | 0-1 | 1-0 | 1-3 | 0-0 | 3-1 | 1-1 | 1-0 | 2-1 |     | 0-3 |
| Zénith Saint-Pétersbourg                                   | 0-0 | 2-0 | 2-1 | 4-2 | 1-0 | 2-0 | 2-0 | 2-0 | 1-1 | 0-0 | 2-1 | 2-1 | 2-2 | 2-0 | 0-2 |     |
| - Victoire à domicile - Match nul - Victoire à l'extérieur |     |     |     |     |     |     |     |     |     |     |     |     |     |     |     |     |

## Statistiques
| Rang | Joueur              | Club                                    | Buts |
| ---- | ------------------- | --------------------------------------- | ---- |
| 1    | Welliton            | Spartak Moscou                          | 21   |
| 2    | Aleksandr Boukharov | Rubin Kazan                             | 16   |
| 2    | Alejandro Domínguez | Rubin Kazan                             | 16   |
| 4    | Dmitri Sytchev      | Lokomotiv Moscou                        | 13   |
| 5    | Aleksandr Kerjakov  | Dynamo Moscou                           | 12   |
| 5    | Alex                | Spartak Moscou                          | 12   |
| 7    | Chamil Lakhialov    | Terek Grozny                            | 11   |
| 8    | Vladimir Bystrov    | Spartak Moscou Zénith Saint-Pétersbourg | 10   |
| 9    | Miloš Krasić        | CSKA Moscou                             | 9    |
| 9    | Tomáš Necid         | CSKA Moscou                             | 9    |
| 9    | Jan Koller          | Krylia Sovetov Samara                   | 9    |

| Rang | Joueur               | Club                                    | Passes |
| ---- | -------------------- | --------------------------------------- | ------ |
| 1    | Konstantine Zyrianov | Zénith Saint-Pétersbourg                | 11     |
| 2    | Alex                 | Spartak Moscou                          | 8      |
| 2    | Gökdeniz Karadeniz   | Rubin Kazan                             | 8      |
| 4    | Dragan Blatnjak (en) | FK Khimki                               | 7      |
| 4    | Dmitri Kombarov      | Dynamo Moscou                           | 7      |
| 6    | Vladimir Bystrov     | Spartak Moscou Zénith Saint-Pétersbourg | 6      |
| 6    | Edgaras Česnauskis   | FK Moscou                               | 6      |
| 6    | Miloš Krasić         | CSKA Moscou                             | 6      |
| 6    | Chamil Lakhialov     | Terek Grozny                            | 6      |
| 6    | Aleksandr Samedov    | FK Moscou                               | 6      |

## Les 33 meilleurs joueurs de la saison
À l'issue de la saison, la fédération russe de football désigne les 33 meilleurs joueurs du championnat (ru).
Gardien
1. Igor Akinfeïev (CSKA Moscou)
2. Sergueï Ryjikov (Rubin Kazan)
3. Vladimir Gaboulov (Dynamo Moscou)

Arrière droit
1. Aleksandr Anioukov (Zénith Saint-Pétersbourg)
2. Sergueï Parchivliouk (Spartak Moscou)
3. Kirill Nababkine (FK Moscou)

Défenseur central droit
1. Roman Charonov (Rubin Kazan)
2. Vassili Bérézoutski (CSKA Moscou)
3. Martin Jiránek (Spartak Moscou)

Défenseur central gauche
1. Sergueï Ignachevitch (CSKA Moscou)
2. César Navas (Rubin Kazan)
3. Denis Kolodine (Dynamo Moscou)

Arrière gauche
1. Cristian Ansaldi (Rubin Kazan)
2. Rénat Ianbaïev (Lokomotiv Moscou)
3. Georgi Schennikov (CSKA Moscou)

Milieu défensif
1. Sergueï Semak (Rubin Kazan)
2. Igor Denissov (Zénith Saint-Pétersbourg)
3. Dmitri Khokhlov (Dynamo Moscou)

Milieu droit
1. Vladimir Bystrov (Spartak Moscou/Zénith Saint-Pétersbourg)
2. Miloš Krasić (CSKA Moscou)
3. Aleksandr Samedov (FK Moscou)

Milieu central
1. Alex (Spartak Moscou)
2. Alan Dzagoïev (CSKA Moscou)
3. Igor Semchov (Zénith Saint-Pétersbourg)

Milieu gauche
1. Konstantine Zyrianov (Zénith Saint-Pétersbourg)
2. Edgaras Česnauskis (FK Moscou)
3. Aleksandr Ryazantsev (Rubin Kazan)

Attaquant droit
1. Welliton (Spartak Moscou)
2. Aleksandr Boukharov (Rubin Kazan)
3. Fatih Tekke (Zénith Saint-Pétersbourg)

Attaquant gauche
1. Alejandro Domínguez (Rubin Kazan)
2. Aleksandr Kerjakov (Zénith Saint-Pétersbourg)
3. Dmitri Sytchev (Lokomotiv Moscou)

## Bilan de la saison
| Championnat de Russie de football 2009    |                          |
| Champion                                  | Rubin Kazan (2e titre)   |
| Coupes et trophées                        |                          |
| Vainqueur de la Coupe de Russie 2009-2010 | Zénith Saint-Pétersbourg |
| Vainqueur de la Supercoupe de Russie 2009 | CSKA Moscou              |
| Qualifications continentales              |                          |
| Ligue des champions 2010-2011             | Rubin Kazan              |
| Ligue des champions 2010-2011             | Spartak Moscou           |
| Ligue des champions 2010-2011             | Zénith Saint-Pétersbourg |
| Ligue Europa 2010-2011                    | CSKA Moscou              |
| Ligue Europa 2010-2011                    | Lokomotiv Moscou         |
| Promotions et relégations                 |                          |
| Promus en première division               | Alania Vladikavkaz       |
| Promus en première division               | Anji Makhatchkala        |
| Promus en première division               | Sibir Novossibirsk       |
| Relégués en deuxième division             | FK Khimki                |
| Relégués en deuxième division             | Kouban Krasnodar         |